# 岡田一平
岡田 一平（おかだ いっぺい、1994年2月16日 - ）は、ジャパンラグビーリーグワンクボタスピアーズ船橋・東京ベイに所属するラグビー選手。

## プロフィール
- 大阪府出身。
- ポジションはスクラムハーフ(SH)、センター(CTB)。
- 身長 166 cm、体重 80 kg
- U17日本代表[1] やU20日本代表[2] に選ばれたことがある。

## 略歴
中学からラグビーを始めた。
2012年、常翔学園高校卒業後、早稲田大学に入学する。
2015年、早稲田大学ラグビー蹴球部の主将に就任した。
2016年、早稲田大学卒業後、クボタスピアーズ(現・クボタスピアーズ船橋・東京ベイ)に加入。同年9月10日に行われたジャパンラグビートップリーグ第3節の豊田自動織機シャトルズ戦にて途中出場で公式戦初出場を果たす。